# Еуа (острів)
Еуа (тонг. ʻEua; англ. ʻEua) — острів у південно-східній частині острівної групи Тонгатапу округу Еуа (Королівство Тонга), в південно-західній частині Тихого океану.

## Історія
Острів Еуа був вперше нанесений на європейські карти Абелем Тасманом, який досяг його та острова Тонгатапу 21 січня 1643 року. Він назвав його острів Міделбург, на честь столиці голландської провінції Зеландія — міста Мідделбург. Тасман не висаджувався на берег острова, а причалив до острова Тонгатапу (в районі Хіхіфо), який він назвав — острів Амстердам, на честь столиці Нідерландів.

## Географія

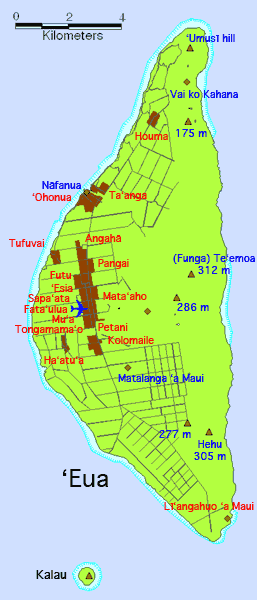
Мапа острова Еуа

Еуа розташований за 16 км на південний схід від острова Тонгатапу (257,03 км²) та за 4 км на північний схід від невеличкого острова Калау (0,142 км²). На відміну від більшості островів архіпелагу Тонги, які є низовинними атолами, острів Еуа горбистий, найвищі вершини г. Фунга або Те'емоа (укр. курячий послід), 328 м, (за іншими даними 312 м, і навіть 382 м), з могилою солдата на вершині, розташована в центрально-східній частині острова та Гегу або Ваянґіна (укр. джерело води) — 305 м — на південному-сході. Топографічна ізоляція (відстань) гори Те'емоа від найближчої вищої вершини — вулкана Лофія, або Лафанга (515 м), який розташований за 182,5 км на північ на острові Тофуа (острови Ха'апаї). Острів не вулканічний, але був сформований в процесі вулканічної діяльності, тектонічних рухів (взаємодії) тектонічної мікроплити Тонга з Тихоокеанською плитою, в результаті чого був утворений океанічний жолоб Тонга з максимальною глибиною 10 800 км, а в районі острова (на схід від нього) до 7-ми кілометрів.
Верхній шар ґрунту острова вулканічного походження, утворений виверженнями розташованих поблизу вулканів десять тисяч років тому. Під ним розташовані тверді породи, які виштовхуються вгору в результаті коралової діяльності. Еуа налічує безліч величезних печер, гротів та отворів, які не всі ще відкриті та досліджені. Однією з таких печер, є одна з найбільших підводних печер Тихого океану. Вона схожа на величезний, природно освітлений амфітеатр на глибині майже 30 метрів.
Площа острова — 87,44 км². Він простягся з півночі на південь на 19 км, при максимальній ширині 7,5 км. Довжина берегової лінії 45,2 км.
Еуа — єдиний з островів Тонга, який має річку, і мав єдиний міст в королівстві, поки на островах Вава'у не був побудований ще один. Річка впадає в гавань поблизу адміністративного центру округу Еуа, містечка Охонуа.
Унікальною особливістю є берег між населеними пунктами Охонуа та Туфуваї. Це кораловий риф по висоті близький до рівня моря. Тут зустрічається багато невеликих припливних басейнів, які тут називаються «отуматафена» (тонг. 'otumatafena).
Острів Еуа покритий густими заростями тропічного дощового лісу, а ґрунти характеризуються високою родючістю, що позитивно позначається на розвитку сільського господарства.

## Населення
Зміна чисельності населення острова Еуа за переписом станом на листопад місяць, з 1976 по 2011 роки:
| Роки                        | 1976 | 1986  | 1996  | 2006  | 2011  |
| --------------------------- | ---- | ----- | ----- | ----- | ----- |
| Чисельність населення, осіб | 4486 | ▼4393 | ▲4934 | ▲5206 | ▼5016 |

Всього на острові 15 населених пунктів, найбільші з них поселення: Охонуа, Пангаї, Туфуваї та Хоума.

## Адміністративний поділ
Географічно острів Еуа є частиною острівної групи Тонгатапу, адміністративно належить до округу Еуа, який ділиться на два райони:
- Еуа-Моту'а (Старий Еуа), на півночі, з шістьма селами і населенням 2949 осіб;
- Еуа-Фо'оу (Новий Еуа), на півдні, з дев'ятьма селами і населенням 2257 осіб.

Адміністративний центр — містечко Охонуа. Населені пункти Охонуа, Пангаї, Та'анґа, Туфуваї та Хоума, північного району Еуа-Моту'а, заселені в основному корінними жителями острова Еуа. У 1863 році на острів у села Коломаїле та Ха'ату'а були переселені жителі острова Ата, одного з найпівденніших і найвіддаленіших островів Тонга. Вимушене переселення наказав провести король Тонга Джордж Тупоу I, щоб врятувати нечисленне населення острова від работорговців. Дев'ять сіл південного району Еуа-Фо'оу названі в честь сіл острова Ніуафо'оу, і були засновані колишніми жителями цього острова, які змушені були покинути його у 1946 році через сильне виверження вулкана. Острів Калау, адміністративно належить до округу Еуа.

## Галерея
| Острів Еуа       | Острів Еуа    | Острів Еуа  |
| ---------------- | ------------- | ----------- |
| Обривисті береги | Пляжі острова | Дощовий ліс |